# 侏龙蜥
侏龙蜥（学名：Diploderma drukdaypo）一种生活在中华人民共和国西藏自治区东部横断山脉地区的蜥蜴，隶属于鬣蜥科（飞蜥科）龙蜥属。学名源自康巴藏语，意为“侏儒龙”。本种曾因为攀蜥属（Japalura）分类经过调整后，改至龙蜥属（Diploderma），其中文名因而改为“侏龙蜥”。2020年部分学者提出Japalura和Diploderma中文属名进行互换的更名建议, 即Japalura的中文属名变更为“龙蜥属”, Diploderma的中文属名变更为“攀蜥属”, 属下种中文名做相应改变。因而在有些资料中本种又被称为“侏攀蜥”。然而也有学者反对这种不必要的中文名变更问题，建议维持物种中文名的稳定性。在中国科学院昆明动物研究所研究人员主编的《中国两栖、爬行动物分类变动汇总》中也未接收该建议，仍将 Diploderma 称为“龙蜥属”。